# 尼泊尔共产党（马克思主义） (1991年)
尼泊尔共产党（马克思主义）（英語：Communist Party of Nepal (Marxist)）是尼泊尔的一个已不存在的共产主义政党。1991年11月1日，一些原尼泊尔共产党（马克思主义） (1986年)的领导人建立该党，这些人在此之前已被尼泊尔共产党（联合马列）开除党籍。最初，该党取名为尼泊尔共产党（1949年9月15日），大约1年之后，该党更名为“尼泊尔共产党（马克思主义）。
帕布纳拉扬·乔杜里是该党的主席。

## 历史
1992年大选前，尼泊尔共产党 (1949年9月15日)和尼泊尔工人农民政党、尼泊尔共产党 (马列毛主义)和尼泊尔共产党联盟参加选举。
在1994年的选举中，它有49个候选人和得到全国0.39%的选票。
1999年的大选，它有28候选人，在全国范围内获得了0.094%的选票。
学生组织是尼泊尔进步学生联盟，工会是尼泊尔工会中心。
2005年9月15日，该党和尼泊尔共产党（联合） (1991年)合并为尼泊尔共产党（联合马克思主义）。